# سفارة سوريا في الرياض
السفارة السورية في الرياض هي بعثة دبلوماسية تمثل الجمهورية العربية السورية، تقع السفارة تحديداً في حي السفارات، شارع عمرو الضمري، 12512.

## التاريخ
أعادت السفارة فتح أبوابها في ديسمبر 2023، بعد توقف دام لسنوات، وعيّن بشار الأسد - رئيس سوريا آنذاك - أيمن سوسان سفيرًا.